# Conus archiepiscopus
Conus archiepiscopus é uma espécie de gastrópode do gênero Conus, pertencente à família Conidae.